# Tadeusz Miazga
Tadeusz Miazga (ur. 3 października 1906 w Frampolu, zm. 21 września 1988 w Radomiu) – polski duchowny katolicki, kompozytor, muzykolog, wykładowca akademicki i pedagog, dyrygent chóralny.

## Życiorys

### Młodość, edukacja, kapłaństwo, praca
Tadeusz Miazga urodził się 3 października 1906 roku we Frampolu, zmarł 21 września 1988 roku w Radomiu. Talent muzyczny zdradzał od dzieciństwa, wcześnie osierocony objął w latach 1925-26 posadę organisty prowadzącego chór parafialny w pobliskim Janowie Lubelskim, po czym wznowił edukację w sandomierskim gimnazjum i seminarium duchownym, gdzie otrzymał święcenia kapłańskie 4 czerwca 1933 r. Następnie podjął studia w Konserwatorium Warszawskim, które ukończył z trzema dyplomami w zakresie teorii i kompozycji, fortepianu, organów i harfy oraz nauczyciela muzyki. W tym czasie odbywał też zagraniczne studia nad chorałem gregoriańskim. Następnie wrócił do Sandomierza, gdzie w latach 1937-1946 pełnił obowiązki profesora Seminarium Duchownego oraz pedagoga w kilku miejscowych szkołach. W czasie okupacji niemieckiej był na krótko aresztowany przez gestapo, a w latach 1942-1944 udzielał się w tajnym nauczaniu.
Po wojnie w 1947 r. przeniósł się do Poznania, gdzie wznowił na tamtejszym uniwersytecie studia muzykologiczne (u prof. A. Chybińskiego) oraz historii sztuki (u ks. S. Dettlofa), a jednocześnie był zatrudniony w poznańskim Konserwatorium Muzycznym oraz Państwowej Średniej Szkole Muzycznej. Uzyskał tytuły magistra muzykologii na Uniwersytecie Poznańskim, a także magistra teologii na Uniwersytecie Jagiellońskim.
Za zgodą stosownych władz kościelnych w 1950 r. osiedlił się na dłużej w Lublinie, gdzie podjął obowiązki profesora w Seminarium Duchownym, a ponadto prowadził chór męski, dla którego komponował rozliczne opracowania wielogłosowe utworów mszalnych, motetowych i pieśniowych i dał z nim ponad 200 koncertów. Równocześnie był zatrudniony w charakterze nauczyciela mianowanego w Państwowej Średniej Szkole Muzycznej, a w latach 1956-1967 wykładał w Instytucie Muzykologii Kościelnej KUL.

### Aktywność naukowa i artystyczna
Ks. Miazga uzyskał w 1960 r. na Wydziale Filozoficzno-Historycznym UJ doktorat nauk humanistycznych, po przedłożeniu pracy: Antyfonarz kielecki z XIV wieku. Niemal corocznie wyjeżdżał za granicę, koncertował i uczestniczył w międzynarodowym życiu muzycznym: kongresach muzykologicznych, festiwalach muzyki współczesnej, kongresach muzyki kościelnej.

### Kapłaństwo
Pomimo rozmiłowania w chorale gregoriańskim i łacińskiej liturgii Kościoła rzymskokatolickiego, ks. Miazga aktywnie włączył się w realizację wskazań Soboru Watykańskiego II i tworzenie repertuaru muzyki liturgicznej w rodzimym języku, uczestniczył w opracowywaniu i tworzeniu stosownych form muzycznych m.in. na zlecenie Podkomisji Episkopatu Polski dla Spraw Muzyki Sakralnej). Szczególną formą jego aktywności, ważną zwłaszcza w obchodach Tysiąclecia chrześcijaństwa w Polsce, było przygotowywanie i organizowanie koncertów muzyki kościelnej poza granicami kraju. Wszystko to zostało docenione przez władze kościelne, a w dowód uznania zasług nadano ks. Miazdze w 1967 r. godność kanonika honorowego kapituły lubelskiej, a w 1977 r. - kapituły sandomierskiej.

### Twórczość kompozytorska i muzykologiczna
Okres lubelski był czasem najbardziej intensywnej twórczości kompozytorskiej ks. Miazgi, członka Związku Kompozytorów Polskich od 1960 r. Wprawdzie na charakter jego twórczości oddziaływały takie prądy stylistyczne jak romantyzm czy neoklasycyzm, to jednak znajdował się pod silnym wpływem cecyliańskiego ruchu odnowy muzyki kościelnej. Był gorliwym realizatorem postulatów pielęgnowania chorału gregoriańskiego i polifonii w stylu palestrinowskim, zwłaszcza w odniesieniu do twórczości mszalnej. Niemal cały kompozytorski dorobek  ks. Miazgi został wydrukowany przez paryskie wydawnictwo Les Editions musicales de France.
W latach 1968–1986 ks. Miazga zamieszkiwał w Warszawie, skąd dojeżdżał z wykładami do Lublina oraz pracował nad przygotowaniem kilkunastu książek, które ukazały się drukiem w wydawnictwie Uniwersytetu w Grazu (Austria). Ich tematyka objęła głównie badania muzykologiczne chorału gregoriańskiego, lecz także rozmaitych elementów historii muzyki polskiej. Wspomagał go wówczas, w charakterze sekretarza, jego bratanek Mieczysław Miazga.

### Ostatnie lata życia
Podupadłszy na zdrowiu, trzy ostatnie lata życia ks. Miazga spędził w środowisku księży w Radomiu, gdzie zmarł 21 września 1988 r. Po nabożeństwie żałobnym w diecezji sandomiersko-radomskiej oraz odprawieniu liturgii pogrzebowej w diecezji lubelskiej zgodnie z życzeniem został pochowany na cmentarzu parafialnym w swoim rodzinnym miasteczku Frampolu.

## Katalog twórczości mszalnej ks. Tadeusza Miazgi

### Łacińskie msze wielogłosowe
1. Missa in honorem S. Stanislai Kostka ad IV voces viriles comitante organo.
2. Missa in honorem S. Caeciliae ad IV voces yiriles comitante organo.
3. Missa in honorem S. Vincenti Pallotti ad IV voces yiriles cum organo.
4. Missa in honorem S. Pii X ad yoces inaeąuales comitante organo.
5. Missa pro defunctis ad IV yoces yiriles comitante organo.
6. Missa Dominicalis ad IV yoces yiriles comitante organo.
7. Missa pacifica ad IV yoces inaeąuales comitante organo.
8. Missa in honorem S. Petri Apostoli ad IV yoces yiriles comitante organo (ad libitum).
9. Missa in honorem S. Joannis Bosco ad IV (ad libitum).
10. Missa Bogurodzica ad IV yoces inaeąuales comitante organo.

### Wielogłosowe opracowania mszy z tekstem w języku polskim
1. Msza polska na chór mieszany z ludem.
2. Msza polska na 4 glosy mieszane z organami.
3. Msza polska na 4 głosy męskie z organami.
4. Msza polska na chór męski z ludem.

### Jednogłosowe msze polskie
1. Msza polska na 1 głos z organami (C).
2. Msza polska na 1 głos z organami (h).
3. Msza polska na 1 głos z organami (d).
4. Msza polska na 1 głos z organami (G).
5. Msza polska na 1 głos z organami (g).
6. Msza polska na 1 głos z organami (F).
7. Msza polska na 1 głos z organami (G).
8. Msza polska na 1 głos z organami (D).
9. Msza polska na 1 głos z organami (d).
10. Msza polska na 1 głos z organami (a).
11. Msza polska na 1 głos z organami (F).
12. Msza żałobna na 1 głos lub 4 mieszane z organami (d).

### Opracowania Proprium Missae na 4 głosy męskie z organami
1. Schemat na I niedzielę po zesłaniu Ducha Świętego.
2. Schemat na niedzielę Trójcy Świętej.
3. Schemat na uroczystość Bożego Ciała.

### Opracowania Proprium Missae na I głos lub 4 głosy mieszane z organami
1. Schemat na wspomnienie dziewicy męczennicy.
2. Schemat na I niedzielę Adwentu.
3. Schemat na I niedzielę Wielkiego Postu.
4. Schemat na niedzielę Zmartwychwstania Pańskiego.
5. Schemat na święta Matki Bożej.

## Inne utwory muzyczne
Oprócz twórczości mszalnej kompozytorski dorobek ks. Miazgi obejmuje około 80 motetów, 26 utworów kościelnych na chór męski i 6 na chór żeński, 24 kolędy na chór mieszany i męski oraz ponad 40 utworów świeckich. Skomponował ponadto na chór mieszany i męski, solistów, instrumenty dęte i organy 3 utwory: „Magnificat”, „Te Deum” i hymn „Wniebowziętej Pani chwała”, a także dwie pasje (według św. Mateusza i według św. Jana) na trzech solistów i chór, które zyskały szczególną popularność i należą do najczęściej wykonywanych.

## Dorobek muzykologiczny

### Publikacje książkowe[23]
- Die Melodien des einstimmigen Credo der römisch-katholischen lateinischen Kirche, Graz 1976
- Antyfonarz kielecki z 1372 roku pod względem muzykologicznym, Graz 1977
- Die Gesänge zur Osterprozession in den handschriftlichen Überlieferungen, Graz 1979
- Graduał Jana Olbrachta, Graz 1980
- Pontyfikały polskie, Graz 1981
- Przyczynki do twórczości gregoriańskiej w Polsce, Graz 1982
- Notacja gregoriańska w świetle polskich rękopisów liturgicznych, Graz 1984
- Do polskiej wielogłosowej twórczości mszalnej w XVII wieku, Graz 1984
- Z problematyki muzyki sakralnej w Polsce, Graz 1986
- Wielkanocne śpiewy procesyjne, Graz 1986

### Ważniejsze artykuły i opracowania
- Formacja muzyczna w Seminariach Duchownych, „Homo Dei” 5:1959 s. 749–756
- Co mówi Konstytucja liturgiczna o muzyce? „Ruch Biblijny i Liturgiczny” 1965/18, nr 5, s. 372-377
- Alan Mach - skryptor i kompozytor chóralny XVIII wieku, (w:) Studia Hieronymo Feicht septuagenario dedicate, Z. Lissa (red.), Kraków 1967, s. 284-297
- Skryptorzy ksiąg chóralnych w Polsce, „Studia Sandomierskie” 1982, nr 3, s. 305-341
- Śpiewnik kościelny częściej używanych pieśni w polskich kościołach rzymsko-katolickich, Graz 1985
- Towarzyszenie organowe częściej używanych pieśni w polskich kościołach rzymsko-katolickich, Graz 1986